# Aéroport d'Eskişehir
L’aéroport d'Eskişehir-Université Anadolu est un aéroport situé en Turquie desservant la ville d'Eskişehir,. 

## Présentation
Il est situé au sein du campus de l'Université Anadolu, où se trouve l'école de l'aviation civile. À l'origine aérodrome, il permet aujourd'hui de relier internationalement l'Anatolie centrale.

## Destinations
|           | Aéroport de Bruxelles-National   | Aéroport d'Ostende-Bruges |
| --------- | -------------------------------- | ------------------------- |
| Continue  |                                  |                           |
| En saison | TUIfly Belgium Corendon Airlines | TUIfly Belgium            |